# George Crook
George Crook (Dayton, 8 de setembro de 1828 – Chicago, 21 de março de 1890) foi um oficial do Exército dos Estados Unidos da América, que se destacou durante a Guerra Civil Americana e nas Guerras Indígenas.

## Biografia
George Crook era filho de Thomas e Elizabeth Matthews Crook e nasceu em uma fazenda em  Taylorsville, próxima a Dayton, Ohio.
George Crook foi indicado à Academia Militar pelo congressista Robert Schenck e se formou em 1852. Foi designado ao Quarto Regimento de Infantaria com o posto de segundo-tenente e serviu na Califórnia, em 1852–61. No Oregon e nordeste da Califórnia, ele lutou contra muitas tribos de ameríndios.
Crook foi o comandante da expedição ao Rio Pitt em 1857 e foi ferido por flechas. Ele fundou o Forte Ter-Wer, atualmente conhecido como Klamath, Califórnia. Foi promovido para primeiro-tenente em 1856 e chegou à capitão em 1860. Em 1861 ele se tornou coronel comandando o trigésimo sexto regimento de infantaria dos voluntários de Ohio.
Ele se casou com Mary Tapscott Dailey.

### Guerra Civil
Quando a Guerra Civil começou, Crook assumiu o posto de coronel dos voluntários de Ohio, combatendo na Virginia Ocidental.  Foi promovido a brigadeiro em 7 de setembro de 1862. Comandou a brigada de Ohio formada pelos regimentos da Divisão Kanawha que participou da Campanha de Maryland. Crook entrou em ação nas batalhas de South Mountain e de Antietam. Nessa época ele manteve uma duradoura amizade com seu oficial, coronel Rutherford B. Hayes da vigésima terceira infantaria de Ohio.
General Crook comandou uma divisão da cavalaria do Exército de Cumberland na Batalha de Chickamauga e então voltou para a frente oriental como chefe da Divisão Kanawha.

#### Sudeste da Virgínia
Na campanha da primavera de 1864, o tenente-general Ulysses S. Grant ordenou uma ofensiva da União em todas as frentes. Grant chamou o brigadeiro-general Crook, que estava em  Charleston (Virgínia Ocidental) e o mandou atacar a Ferrovia Virgínia-Tennessee, importante transporte dos confederados que ligava a capital confederada Richmond (Virgínia) a Knoxville (Tennessee).
Aos 35 anos de idade, Crook se apresentou ao quartel-general do exército da União em City Point, Virgínia, onde a missão foi explicada pessoalmente por Grant. Crook foi instruído a marchar com seus homens da Divisão Kanawha contra a estação de Dublin, Virginia, 140 milhas ao sul de Charleston.
Em 29 de abril de 1864, a Divisão Kanawha partiu de Charleston. Crook enviou uma força sob o comando do brigadeiro-general William W. Averell contra Saltville, enquanto rumava para Dublin com nove regimentos de infantaria, sete regimentos da cavalaria e 15 peças de artilharia, uma força organizada de 6 500 homens em três brigadas.  Os engenheiros de Crook tiveram que construir várias pontes que permitiram o avanço das tropas.
A coluna chegou em Fayette a 2 de maio e então atravessou Raleigh Court House e Princeton. Na noite de 8 de maio, a divisão acampou em Shannon's Bridge, Virginia, 10 milhas ao norte de Dublin.
O comandante dos confederados, coronel John McCausland percebeu o avanço inimigo e preparava-se para evacuar 1 100 homens. Antes que os transportes chegassem, porém, foi avisado pelo brigadeiro-general Albert G. Jenkins sobre a chegada dos reforços enviados pelo General John C. Breckenridge para deter o avanço de Crook. As forças combinadas de Jenkins e McCausland reuniram 2 400 homens. Jenkins assumiu o comando da operação que tentaria deter Crook.
Na manhã de 9 de maio, Crook enviou seus homens para o sul, nas montanhas Cloyd. Crook mandou a terceira brigada do coronel Carr B. White para tentar abrir um flanco de ataque aos rebeldes. No dia 11, ele enviou a primeira brigada de Hayes e a segunda brigada do coronel Horatio G. Sickel para um ataque frontal aos confederados. Os oficiais desmontaram e desceram a pé. Crook ficou com a brigada de Hayes para liderar o ataque. Depois de uma longa espera, Hayes ouviu o barulho dos canhões à esquerda e ordenou o avanço de seus homens.
Os soldados da União fizeram vários prisioneiros e o General Jenkins foi ferido. Enquanto a batalha da Montanha Cloyd ainda se desenrolava, um trem chegou à estação de Dublin e trouxe 500 soldados descansados do general da cavalaria confederada John Hunt Morgan, que tinham lutado contra Averell em Saltville. O coronel Hayes, que assumira temporariamente o comando de Crook que ficou em dificuldades, imediatamente recrudesceu o ataque aos inimigos. O General Crook chegou pouco tempo depois com o resto da divisão e os inimigos foram dobrados e fugiram. A batalha da montanha Cloyd custou à União 688 baixas, enquanto os rebeldes sofreram 538, entre mortos, feridos e capturados.
Crook instalou seu comando em Dublin, onde ele tomou posse da ferrovia e dos armazéns militares. Na manhã seguinte, os principais efetivos do seu exército rumaram para a ponte do Novo Rio.
Os confederados, agora liderados pelo coronel McCausland, esperaram do lado este do Novo Rio para defender a ponte. Crook ordenou que a ponte fosse destruída e ambos os lados assistiram a magnifica estrutura desabar nas águas do rio. McCausland então foi com seus comandados para o leste.
O general Crook enviou tropas para se juntar a Sigel no Vale de Shenandoah. Tendo completado a maior parte da missão com a destruição da ferrovia Virgínia-Tennessee, Crook voltou para a base da União em Meadow Bluff, no oeste da Virgínia.

#### Vale do Shenandoah
Em agosto, Crook assumiu o comando do exército da Virgínia Ocidental. Crook liderou seus soldados na campanha de 1864 e nas batalhas de Opequon, Fisher's Hill e Cedar Creek. Em 21 de outubro de 1864, Crook foi promovido à major-general dos voluntários.
Em fevereiro de 1865, o general Crook foi capturado por cavaleiros confederados em Cumberland, Maryland e foi trocado e libertado um mês depois. Ele então assumiu o comando da divisão da cavalaria do Exército de Potomac durante a campanha de Appomattox que terminaria com o fim da Guerra Civil.

### Guerras contra os Índios

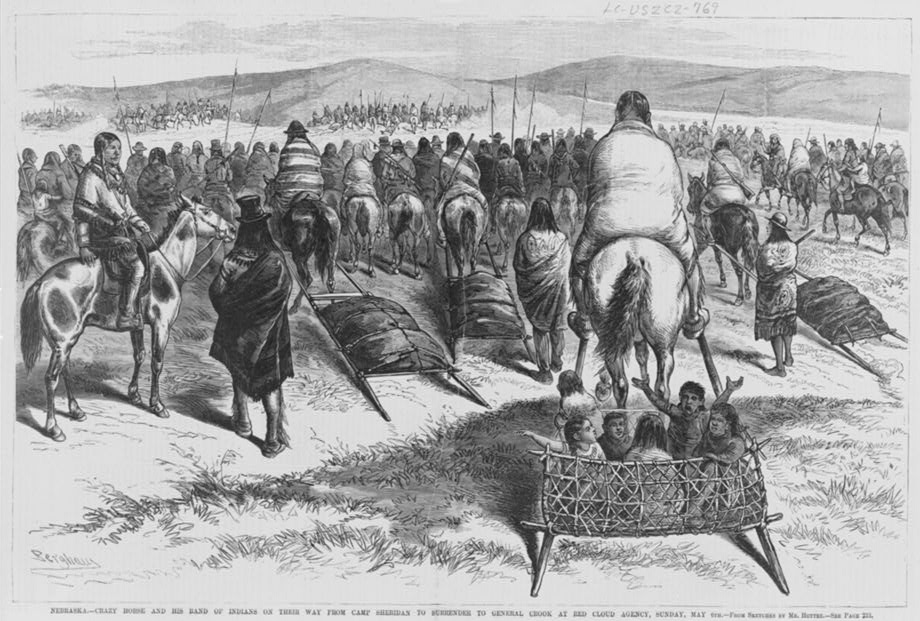
Rendição de Crazy Horse ao general Crook em 6 de maio de 1877

Encerrada a Guerra Civil, George Crook foi convidado ao posto de major-general no exército regular da União, mas preferiu servir como tenente-coronel no vigésimo-terceiro regimento da infantaria na fronteira noroeste da costa do Pacífico. Ali ele moveu campanhas militares contra os índios Paiute. O presidente Grant então ofereceu a Crook o comando do território do Arizona. Crook, usando batedores apaches conseguiu uma trégua com Cochise e seus guerreiros. Em 1872 o Arizona estava pacificado e Crook foi indicado para general-de-brigada do exército regular. A missão seguinte foi enfrentar os Sioux durante a "Grande Guerra Sioux de 1876-77". Ele lutou contra os Lakota na batalha de Rosebud.
Crook comandou o Departamento Indígena de Platte, de 1875 a 1882, sendo o quartel-general localizado em Forte Omaha no norte de Omaha, Nebraska.
Em 1882, Crook voltou ao Arizona. Os apaches estavam novamente em guerra contra os americanos, liderados por Geronimo. Crook forçou os guerreiros a se renderem, mas Geronimo escapou. Em sinal de respeito, os índios chamavam Crook de Nantan Lupan, que significava "Raposa Cinzenta". Nelson A. Miles substituiu Crook no comando do território e terminou a guerra Apache, enviando Geronimo, a tribo Chiricahua e os batedores apaches do exército ao exílio na Flórida. Conta-se que Crook ficou furioso com o destino dos batedores índios, enviando vários telegramas de protesto para Washington. O presidente Grover Cleveland o substituiu no comando da divisão do Missouri em 1888.
Crook passou seus últimos anos discursando contra o tratamento injusto dado a seus antigos adversários índios. Ele morreu repentinamente em Chicago. Crook foi enterrado em Oakland, Maryland, mas depois seus restos passaram para o cemitério militar de Arlington, em 11 de novembro de 1898.
Nuvem Vermelha, líder dos Sioux, disse de Crook quando ele morreu, "Até onde eu sei, ele nunca mentiu para nós. Suas palavras nos davam esperança".

## Cultura popular
Crook foi interpretado por Peter Coyote na série de TV Deadwood. Gene Hackman o interpretou em 1993 no filme Geronimo: An American Legend.